# Italian International 2005
Die Italian International 2005 im Badminton fanden vom 13. Dezember bis zum 16. Dezember 2005 in Rom statt.

## Sieger und Platzierte
| Disziplin    | Gold                              | Silber                               | Bronze                                |
| ------------ | --------------------------------- | ------------------------------------ | ------------------------------------- |
| Herreneinzel | Joachim Persson                   | Przemysław Wacha                     | Jens-Kristian Leth                    |
| Herreneinzel | Joachim Persson                   | Przemysław Wacha                     | Jan Fröhlich                          |
| Dameneinzel  | Tine Rasmussen                    | Anu Nieminen                         | Anna Rice                             |
| Dameneinzel  | Tine Rasmussen                    | Anu Nieminen                         | Camilla Sørensen                      |
| Herrendoppel | Simon Mollyhus Anders Kristiansen | Simon Archer David Lindley           | Alexandr Nikolaenko Vitaliy Durkin    |
| Herrendoppel | Simon Mollyhus Anders Kristiansen | Simon Archer David Lindley           | Joakim Andersson Zhang Yi             |
| Damendoppel  | Nina Vislova Valeria Sorokina     | Ella Karachkova Marina Yakusheva     | Ekaterina Ananina Anastasia Russkikh  |
| Damendoppel  | Nina Vislova Valeria Sorokina     | Ella Karachkova Marina Yakusheva     | Claudia Vogelgsang Stefanie Struschka |
| Mixed        | Vitaliy Durkin Marina Yakusheva   | Alexandr Nikolaenko Valeria Sorokina | Jochen Cassel Birgit Overzier         |
| Mixed        | Vitaliy Durkin Marina Yakusheva   | Alexandr Nikolaenko Valeria Sorokina | Jan Vondra Kristína Ludíková          |